# Kościół Trójcy Przenajświętszej w Iszkołdzi
Kościół Trójcy Przenajświętszej w Iszkołdzi znajduje się we wsi Iszkołdź na terenie obecnej Białorusi w rejonie baranowickim obwodu brzeskiego i jest obecnie najstarszym kościołem rzymskokatolickim na terenie tego kraju.

## Historia
Kościół (krótka hala nakryta w prezbiterium sklepieniem kryształowym) wzniesiony został z fundacji starosty witebskiego i smoleńskiego Mikołaja Niemirowicza (Mikołaja Niemiry) około roku 1472 w stylu gotyckim. Położony na niewielkim wzniesieniu. W połowie XVI wieku kolejny właściciel majątku Mikołaj Czarny Radziwiłł zamienił kościół katolicki na zbór kalwiński. W tym okresie zniszczeniu uległ mur cmentarny otaczający kościół. W 1641 znów zaczął pełnić funkcję kościoła przywrócony do tej funkcji przez Radziwiłłów. 
W czasie wojny polsko-rosyjskiej 1654-1667 kościół został zniszczony. Od 1793 na terenie Imperium Rosyjskiego. W wyniku represji po powstaniu styczniowym w roku 1866 władze carskie zakazały odprawiania mszy, a w 1868 kościół został zamieniony na cerkiew i przebudowany.

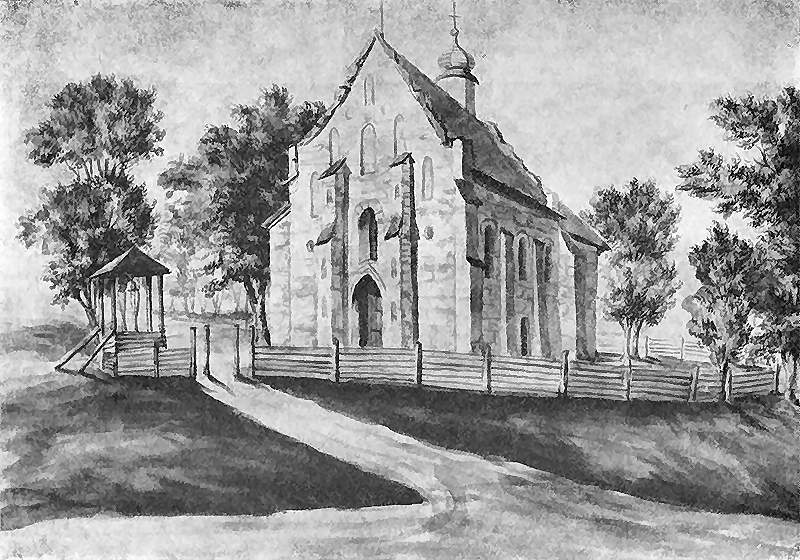
Kościół jako cerkiew w 1876 na rycinie Napoleona Ordy

W 1918 po odzyskaniu niepodległości przez Polskę zwrócony katolikom. Od 1945 znalazł się na terytorium ZSRR. Władze radzieckie zamknęły kościół w 1969, jednak dzięki postawie ludności nie został on zdewastowany. Po roku 1991, już w granicach niepodległej Białorusi, został zwrócony wiernym i wyremontowany.

## Pomnik
W pobliżu kościoła znajduje się symboliczny grób Wincentego Łotarewicza, proboszcza parafii katolickiej w Iszkołdzi. Został on aresztowany w 1919 roku przez bolszewików, uwięziony w Mirze, rozstrzelany 19 marca tego samego roku i pochowany w nieznanym miejscu. Symboliczną mogiłę parafianie wznieśli na początku lat 20. XX wieku. Nagrobek ma formę czarnego granitowego kamienia zwieńczonego krzyżem łacińskim. Znajduje się na nim napis: Ksiądz Wincenty Łotarewicz/Żył lat 38. Zamordowany przez wrogów Kościoła 19 marca 1919 roku w zamku Mirskim.